# Raphael Grosch
Raphael Christoph Grosch (* 4. April 1978 in Eupen) ist ein belgischer Schauspieler. Er stammt aus der Deutschsprachigen Gemeinschaft Belgiens. Bekannt wurde er als Christian Friesinger in der RTL-Serie Alles was zählt. Seit 2015 spielt er die Hauptrolle Oskar Matzerath in Die Blechtrommel (nach dem Roman von Günter Grass) am Alten Schauspielhaus in Stuttgart und für die Konzertdirektion Landgraf. Im Oktober 2016 erhielt „Die Blechtrommel“ den INTHEGA Preis.

## Leben
Raphael Grosch wuchs im belgischen Eupen auf und zog für seine Schauspielausbildung nach Köln. Er spielte nach seinem Abschluss an der Theaterakademie Köln (2006) u. a. im Grenzlandtheater Aachen, an der Landesbühne Rheinland-Pfalz und für das Tournee-Theater Eurostudio Landgraf.
Die Rolle des Christian Friesinger in der RTL-Serie Alles was zählt war seine erste größere Fernsehrolle.
Im November 2010 wurde er mit dem Karl-Heinz-Walther-Preis für den besten Nachwuchsschauspieler der letzten Spielzeit am Grenzlandtheater Aachen ausgezeichnet.
Seit November 2011 ist Raphael Grosch an den Schauspielbühnen in Stuttgart engagiert, wo er u. a. in den Produktionen „Feelgood“, „Das andalusische Mirakel“, „Die Kaktusblüte“ und Der Kaufmann von Venedig auf der Bühne zu sehen ist. 2013 kommt er sogar in den Genuss, mit Jochen Busse und Claudia Rieschel das Stück „In jeder Beziehung“ in Stuttgart zu spielen.
Parallel zu seinem Stuttgart-Engagement spielte er 2013 in der SAT1-Serie Danni Lowinski an der Seite von Annette Frier eine Episodenrolle in der Folge „Herzenssache“. 2014 stand er neben Christian Berkel für das ZDF für eine Terra X-Folge (Meisterwerke) als Graham Smith  vor der Kamera.
Seit der Spielzeit 2020/21 ist er festes Ensemblemitglied am Theater Trier.

## Filmografie
- 2009: Alles was zählt als „Christian Friesinger“ (RTL)
- 2013: Danni Lowinski 4. Staffel, Folge 9: Herzenssache (SAT 1)
- 2014: Terra X F wie Fälschung, Folge: Meisterwerke (ZDF)
- 2018: Tatort – Bombengeschäft (ARD)
- 2020: Heldt 8. Staffel, Folge 7: Treppe abwärts (ZDF)

## Theater
- 2006: Liebeslügen, Grenzlandtheater Aachen
- 2006: Die Heilige Johanna der Schlachthöfe, Grenzlandtheater Aachen
- 2007: Die Glasmenagerie, Kleines Theater Bad Godesberg, Landesbühne Rheinland-Pfalz
- 2007: Die Brücke, Kleines Theater Bad Godesberg, Landesbühne Rheinland-Pfalz
- 2007: Das tapfere Schneiderlein, Landesbühne Rheinland-Pfalz
- 2008: Das Käthchen von Heilbronn, Kleines Theater Bad Godesberg, Landesbühne Rheinland-Pfalz
- 2008: Die Brücke, Kleines Theater Bad Godesberg, Landesbühne Rheinland-Pfalz
- 2008: Der eingebildete Kranke, Kleines Theater Bad Godesberg, Landesbühne Rheinland-Pfalz
- 2009: Der Diener zweier Herren, Grenzlandtheater Aachen
- 2009: Die Kaktusblüte, Grenzlandtheater Aachen
- 2010: Die Brücke, Kleines Theater Bad Godesberg, Landesbühne Rheinland-Pfalz
- 2010: Leben des Galilei, Kleines Theater Bad Godesberg, Landesbühne Rheinland-Pfalz
- 2011: Die Brücke, Kleines Theater Bad Godesberg, Landesbühne Rheinland-Pfalz
- 2011: Das andalusische Mirakel, Schauspielbühnen Stuttgart
- 2012: Der Mann von La Mancha (Musical), Grenzlandtheater Aachen
- 2012: Feelgood – Der Stresstest, Schauspielbühnen Stuttgart, Altes Schauspielhaus
- 2012: Die Kaktusblüte, Schauspielbühnen Stuttgart, Komödie im Marquardt
- 2013: Das andalusische Mirakel, Die Komödie
- 2013: In jeder Beziehung, Schauspielbühnen Stuttgart, Komödie im Marquardt
- 2013: Der Kaufmann von Venedig, Schauspielbühnen Stuttgart, Altes Schauspielhaus
- 2014: Der Kaufmann von Venedig, Tourneetheater Thespiskarren und Schauspielbühnen Stuttgart, Altes Schauspielhaus
- 2014: Fettes Schwein, im Original von Neil LaBute:  Fat Pig, Zimmertheater Heidelberg
- 2015: Eine Couch in New York (von Chantal Akerman), Schauspielbühnen Stuttgart, Komödie im Marquardt
- 2015: Eine Couch in New York (von Chantal Akerman), Komödie im Bayerischen Hof
- 2015: Die Blechtrommel, Rolle: Oskar Matzerath (nach dem Roman von Günter Grass), Schauspielbühnen Stuttgart, Altes Schauspielhaus Stuttgart
- 2016: Der Pantoffel-Panther[3], Contra-Kreis-Theater Bonn
- 2016: Der Pantoffel-Panther[4], Theater am Kurfürstendamm Berlin
- 2016: Die Blechtrommel, Rolle: Oskar Matzerath (nach dem Roman von Günter Grass), Schauspielbühnen Stuttgart, Altes Schauspielhaus Stuttgart
- 2017: Der Pantoffel-Panther, Theater am Dom, Köln
- 2017: Der Pantoffel-Panther, Theater am Kurfürstendamm, Berlin
- 2017: Der Pantoffel-Panther, Komödie Winterhuder Fährhaus, Hamburg
- 2017: Der Pantoffel-Panther, Komödie im Bayerischen Hof, München
- 2018: Die Blechtrommel, Rolle: Oskar Matzerath, Altes Schauspielhaus Stuttgart, Konzertdirektion Landgraf
- 2018: Der Pantoffel-Panther, Komödie Frankfurt[5]
- 2018: Der Pantoffel-Panther[6], Contra-Kreis-Theater Bonn
- 2018: Fott es Fott,[7] Musikalische Revue, Contra-Kreis-Theater Bonn